# 吴洪英
吴洪英（1969年9月—），四川西充人，汉族，九三学社社员。中华人民共和国政治人物、第十三届全国人民代表大会四川地区代表。

## 生平
2018年2月24日，当选为第十三届全国人大代表。